# ヘルズ・キッチン

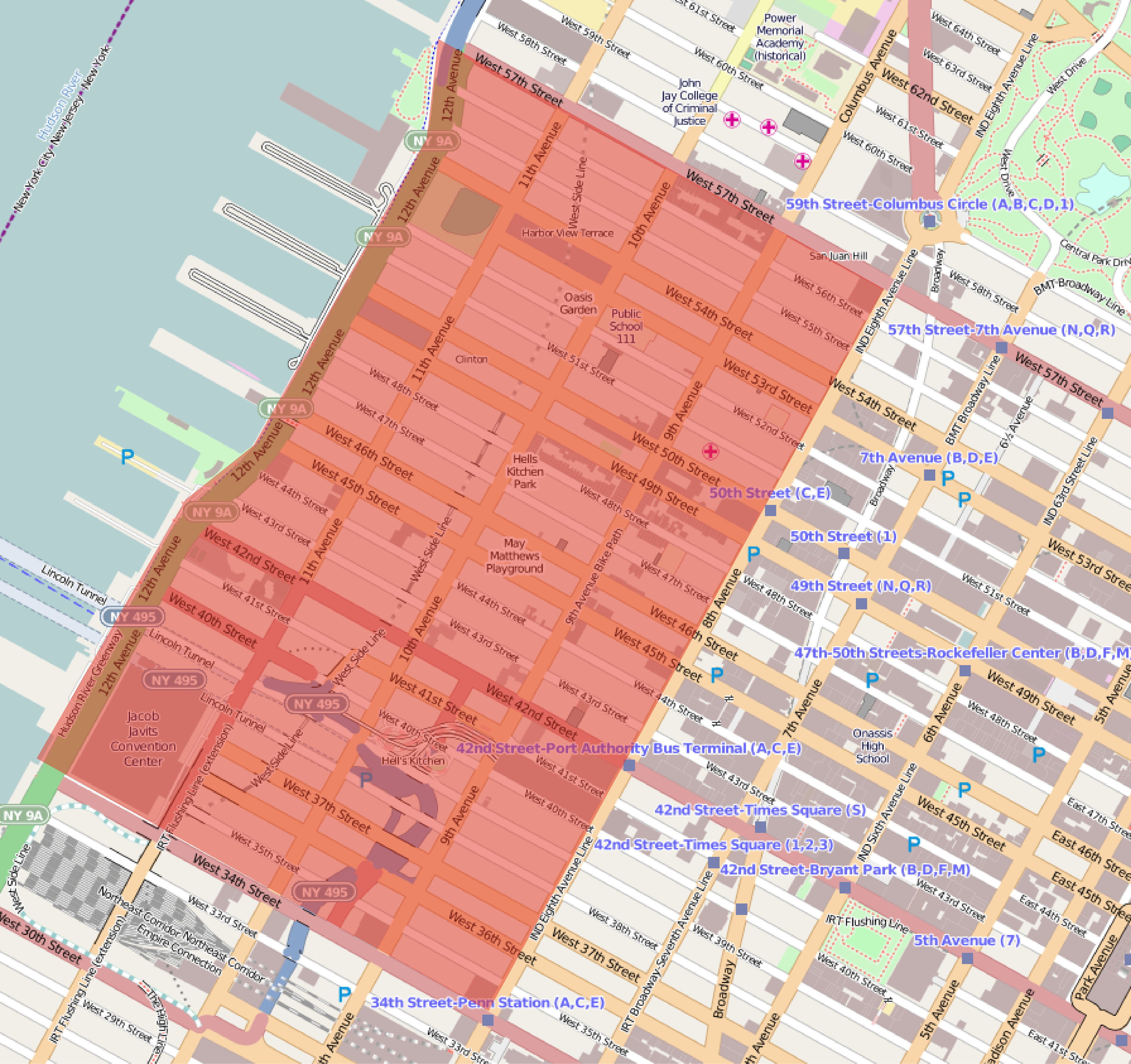
マンハッタンにおけるヘルズ・キッチンの位置

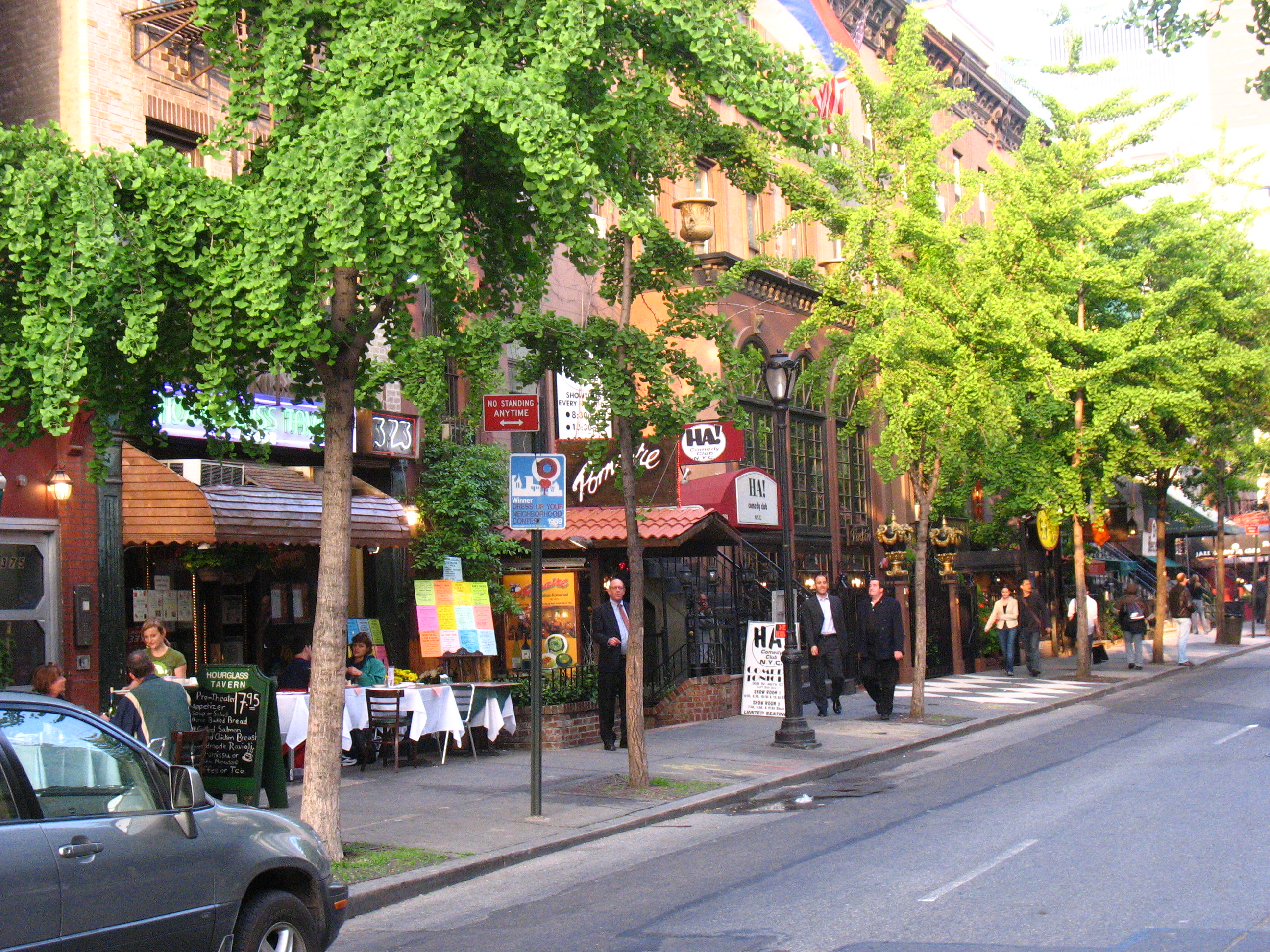
ヘルズ・キッチンの街並み

ヘルズ・キッチン（英語: Hell's Kitchen、地獄の台所）は、ニューヨーク市マンハッタン区の地域である。クリントン、またはミッドタウン・ウエストと呼ばれることもある。

## 概要
この地区の南端は34丁目、北端は59丁目、東端は8番街、西端はハドソン川までの区域である。また、この地区の南はチェルシー（ハドソン・ヤード）、北はアッパー・ウエスト・サイド（リンカーン・スクエア (en)）、東はミッドタウンとなっている。
この地区の9番街沿いは、多国籍のレストランが数多く並んでいることで有名である。また、世界最大のバス交通量を誇るポート・オーソリティ・バスターミナルはこの地区の東端の8番街42丁目に位置している。ポート・オーソリティのすぐ近くにはリンカーン・トンネルへの接続口があり、マンハッタン島とニュージャージー州をつないでいる。この地区の南西端にはニューヨーク市のメインのイベント会場であるジェイコブ・ジャヴィッツ・コンベンション・センターがある。
ヘルズ・キッチンの元々の由来はギャングの名前等、諸説ある。19世紀半ばからこの地区への人口流入とともにギャングが現れるようになり、「アメリカ大陸でもっとも危険な地域」と呼ばれるようになり、その治安の悪さから現在の名で呼ばれるようになった。1990年代半ばより治安は回復し、21世紀にはその立地の良さから高級エリアとなっている。
アル・パチーノやシルヴェスター・スタローン、ティモシー・シャラメの出身地である。フィクションでは、マーベル・コミックのスーパーヒーロー、デアデビルの出身地とされており、映画版『デアデビル』やネットフリックスの『デアデビル』や『ジェシカ・ジョーンズ』『ルーク・ケイジ』の舞台としても使用されている。

## 歴史
ヨーロッパ人がマンハッタン島に入植を始めた17世紀には、現在のヘルズ・キッチンのエリアをGreat Kill と呼ばれる川が流れていた。この川は3本の小川が現在の10番街と40丁目付近で合流することで始まり、魚と水鳥が豊富であったReed Valleyの低地を流れ、現在の42丁目のあたりでハドソン川に流れ込んでいた。Great Killの名前は、後にその周辺に形成された小さなハムレット（小さな集落）の名前にも受け継がれた。この集落は馬車の製造の中心地となった。また、高台から南および西のエリアはLongacreと呼ばれるエリアとなった。これはロングエーカー・スクエア (en)（現在のタイムズスクエア）のあたりであった。
植民地時代のこのエリアで最大の農園はAndreas Hopper一族のもので、おおよそ現在の48丁目から59丁目、6番街からハドソン川に囲まれる土地を占めていた。
他の14丁目以北のマンハッタンのエリアと同様に、ヘルズ・キッチン地区の本格的な市街開発は1811年委員会計画によって始まった。ニューヨーク市はこのエリアの農園を買収し、碁盤目状の道路を整備していった。19世紀半ばより、この地区は産業発展期の中心地となった。ハドソン川鉄道 (en) の建設と1849年の開業はこの地区の発展に大きく寄与した。南北戦争も終結すると、多くの人々がニューヨーク市へ移住してくるようになり、ヘルズ・キッチンの長屋街もすぐに人口過密となった。貧しいアイルランド系アメリカ人たちが港湾などで働く肉体労働者として多く住み着くようになり、貧困層の増加によって多くの者がギャング活動を行うようになった。1960年代になるとコンテナ化で貨物船はコンテナ船が主流となり、在来船の荷役に従事していた港湾作業員の多くの仕事が必要ではなくなったことにより、この地区の港湾産業は廃れ、港湾労働者はこの地区を離れていった。
1990年代より高級化現象が始まり、現在はミッドタウンに隣接するロケーションであることから、家賃は高騰している

。